# Espoey
Espoey (okzitanisch: Espuei) ist eine französische Gemeinde mit 1.206 Einwohnern (Stand: 1. Januar 2022) im Département Pyrénées-Atlantiques in der Region Nouvelle-Aquitaine (vor 2016: Aquitanien). Sie gehört zum Arrondissement Pau, zum Gemeindeverband Nord Est Béarn und ist Teil des Kantons Vallées de l’Ousse et du Lagoin (bis 2015: Kanton Pontacq). Die Einwohner werden Espoyens genannt.

## Geografie
Espoey liegt etwa 17 Kilometer ostsüdöstlich von Pau am Fuß der Pyrenäen. Durch Espoey fließt die Ousse. Umgeben wird Espoey von den Nachbargemeinden Limendous im Norden und Nordwesten, Lourenties im Norden, Luquet im Osten, Livron im Südosten, Hours im Süden, Lucgarier im Südwesten, Gomer im Westen sowie Soumoulou im Nordwesten.
Durch die Gemeinde führen die Autoroute A64 und die frühere Route nationale 117 (heutige D817).

## Bevölkerungsentwicklung
| 1962                      | 1968 | 1975 | 1982 | 1990 | 1999 | 2006 | 2013 |
| ------------------------- | ---- | ---- | ---- | ---- | ---- | ---- | ---- |
| 554                       | 591  | 556  | 642  | 677  | 824  | 931  | 1082 |
| Quelle: Cassini und INSEE |      |      |      |      |      |      |      |

## Sehenswürdigkeiten
- Kirche Saint-Vincent, 1845/46 erbaut

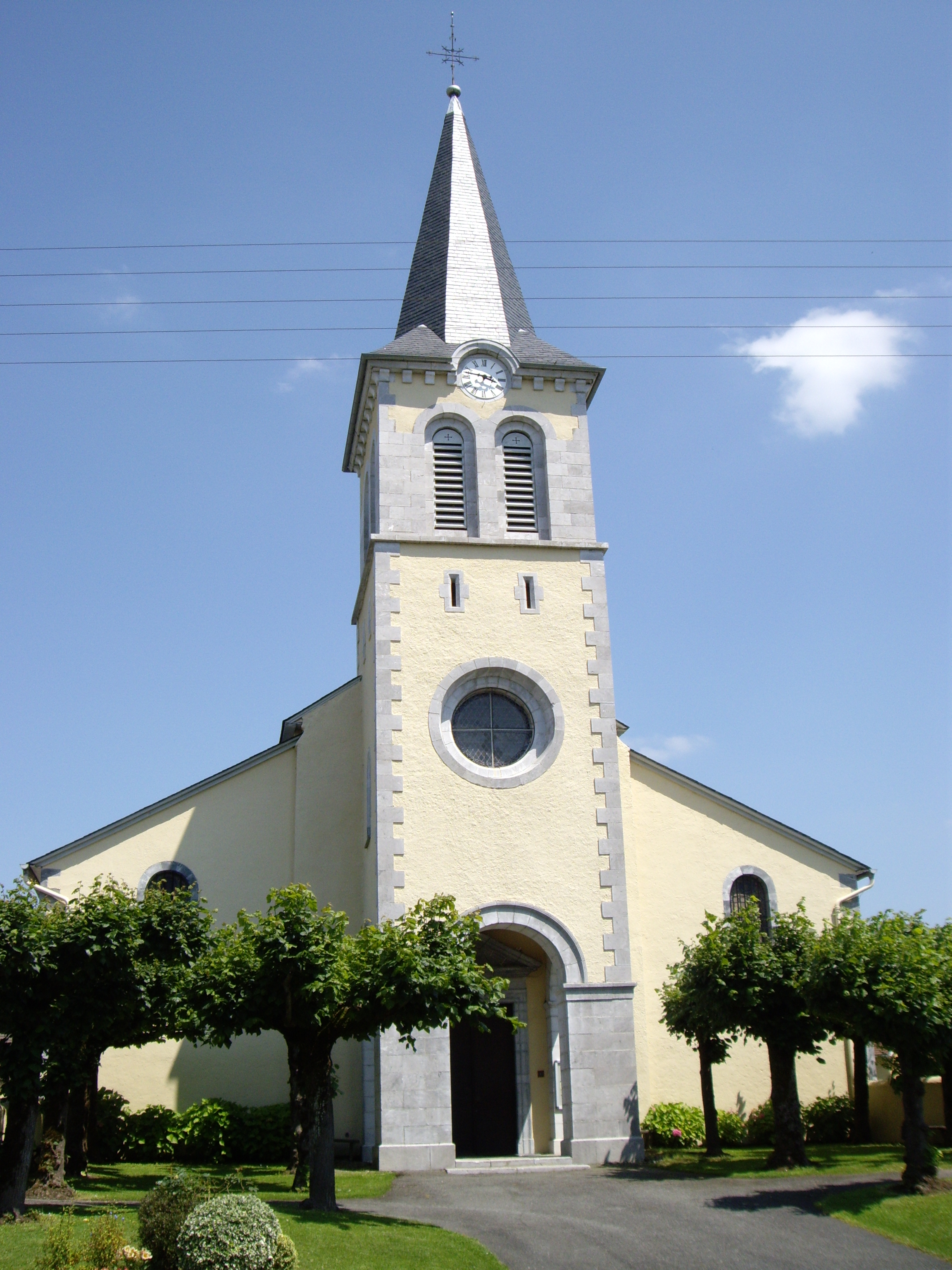
Kirche Saint-Vincent